# Dutch Water Dreams
Dutch Water Dreams (ook bekend als DWD) was een park met een wildwaterbaan van olympisch niveau en een surfcentrum in Zoetermeer. De wildwaterbaan was bovendien het wildste water dat er in Nederland te vinden was. Op 5 oktober 2015 werd Dutch Water Dreams failliet verklaard door de rechtbank. De financiële problemen ontstonden nadat in januari 2015 tijdens een inspectie was gebleken dat het gebouw waarin de flowriders zich bevonden, ernstige corrosieproblemen vertoonde. Omdat de veiligheid niet gegarandeerd kon worden moest de attractie gesloten worden.

## Faillissement
Voor de noodzakelijke herbouw van een groot gedeelte van het gebouw ontbraken de financiële middelen. Er werd geprobeerd om een doorstart te maken, maar dit mislukte omdat er geen geschikte koper kon worden gevonden. Daarom werd Dutch Water Dreams failliet verklaard. In oktober 2016 was echter een investeerder uit Dubai gevonden die het park wilde heropenen. De bedoeling was in het voorjaar van 2017 open te gaan als AsiaArabia-Zoetermeer Leisure Village, een themapark met wildwaterbaan in Aziatische stijl. Er kwam echter niets van.

## Baanontwerp
Met behulp van drie elektrische pompen werd voor de wildwaterbaan 12 kubieke meter water per seconde 5 meter omhoog gepompt. Vervolgens stroomde het water via een 300 meter lang parcours terug naar het uitstroombassin. In het parcours werd het water opgestuwd m.b.v oranje omniflots.

## Surfing
Naast de wildwaterbaan waren er drie overdekte flowriders.